# Boris Tadić

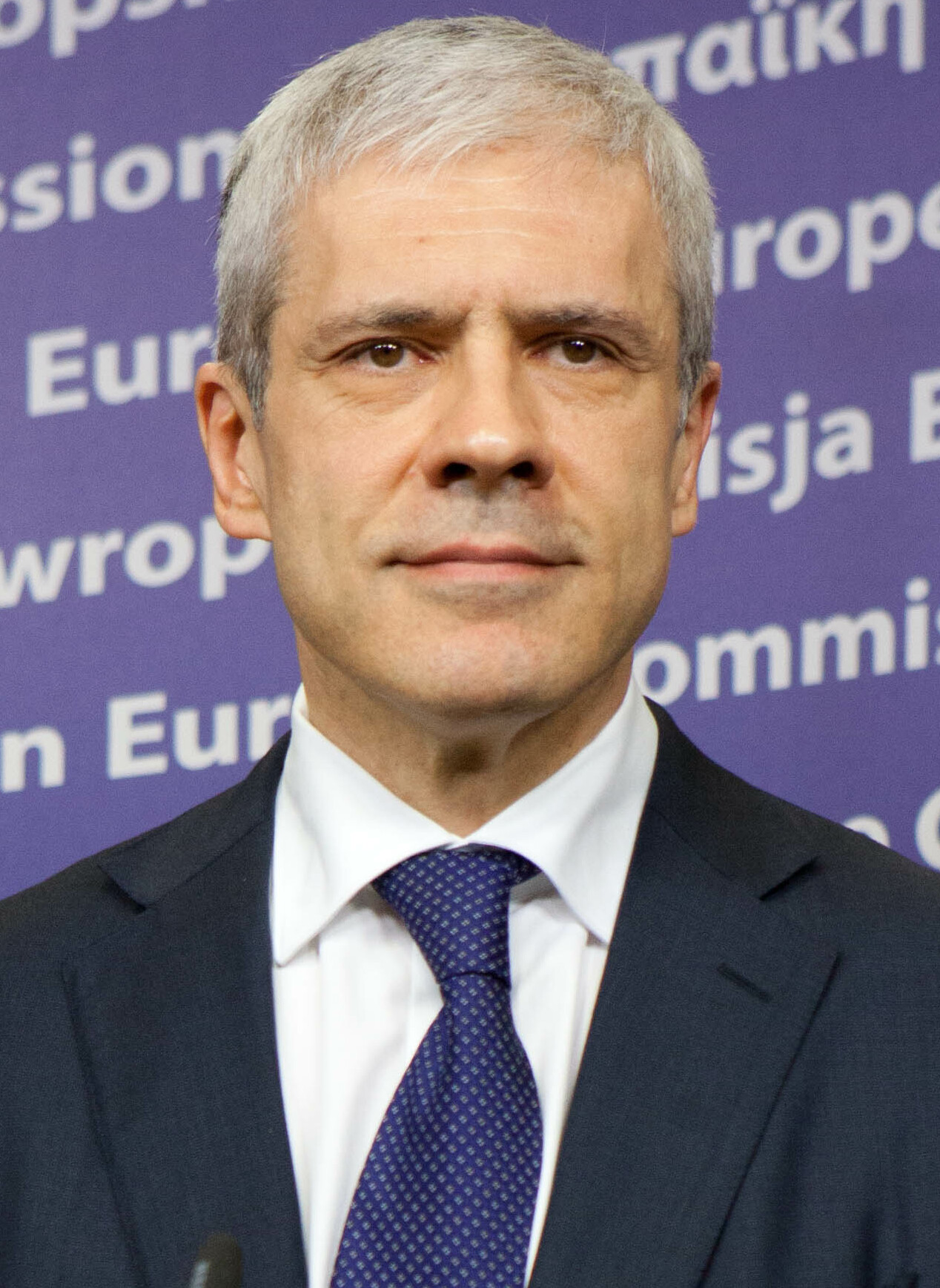
Boris Tadić (2012)

Boris Tadić (serbokroatisch-kyrillisch Борис Тадић, Ausspracheⓘ; * 15. Januar 1958 in Sarajevo, FVR Jugoslawien, heute Bosnien und Herzegowina) war von Juli 2004 bis Mai 2012 serbischer Präsident. Der Psychologe war bis 2014 der Vorsitzende der Demokratska Stranka (Demokratische Partei). Das erste Mal wurde Tadić am 27. Juni 2004 zum Präsidenten Serbiens gewählt, den Amtsschwur legte er am 11. Juli desselben Jahres ab. Am 3. Februar 2008 wurde er für eine zweite, fünfjährige Amtszeit wiedergewählt und am 15. Februar legte er den Amtsschwur ab. Vor der Präsidentschaft war Tadić Minister für Telekommunikationswesen in der Bundesrepublik Jugoslawien und der Verteidigungsminister von Serbien und Montenegro.
Tadić gilt als liberal und steht wie vor ihm Zoran Đinđić für tief greifende innere Reformen des Landes. Er befürwortet einen Beitritt Serbiens in die Europäische Union, jedoch nur mit dem Kosovo als Teil Serbiens. Er wird als prowestlich angesehen und unterhält gute Beziehungen zur Russischen Föderation sowie den Vereinigten Staaten von Amerika und der Europäischen Union.
Am 4. April 2012 erklärte er seinen vorzeitigen Rücktritt, um damit den Weg für die Neuwahl des Präsidenten parallel zu den Parlamentswahlen am 6. Mai 2012 freizumachen. Er unterlag bei der Wahl seinem Konkurrenten Tomislav Nikolić, den er bei den letzten beiden Wahlen geschlagen hatte, und wurde im November 2012 als Vorsitzender der Demokratischen Partei von Dragan Đilas abgelöst. Anschließend trat er aus der Demokratischen Partei aus und gründete eine neue Partei, die Nova demokratska stranka (Neue demokratische Partei), die später in Socijaldemokratska stranka (SDS, Sozialdemokratische Partei) umbenannt wurde.

## Leben

### Frühes Leben
Boris Tadić wurde in Sarajevo, der Hauptstadt von Bosnien und Herzegowina, einer damaligen Republik in der Sozialistischen Föderativen Republik Jugoslawien, geboren. Sein Vater Ljubomir war Philosoph und Mitglied der Serbischen Akademie der Wissenschaften und Künste. Seine Mutter Nevenka ist Psychologin. Die Großeltern von Boris wurden während des Zweiten Weltkrieges durch die Ustascha umgebracht.
Seine Eltern zogen oft in verschiedene Städte. Von Sarajevo zogen sie nach Paris, wo sie ihre Doktorarbeiten verfolgten, kurz bevor Boris geboren wurde. Als Boris drei Jahre alt war, zog die Familie Tadić nach Belgrad, wo der Vater eine freie Stelle bei der Zeitung Libération bekam.
Boris Tadić studierte Sozialpsychologie an der Philosophischen Fakultät der Universität Belgrad. Er war der Begründer und erster Direktor des „Zentrums zur Entwicklung von Demokratie und politischen Fähigkeiten“.

### Politische Karriere
Tadić ist seit 1990 Mitglied der Demokratischen Partei, der er seit 2004 auch vorsteht. 2002 war er Minister für Telekommunikationswesen in der Regierung der Bundesrepublik Jugoslawien und wurde Verteidigungsminister in der Regierung von Serbien und Montenegro.
Am 27. Juni 2004 gewann er im zweiten Durchgang die Wahl gegen Tomislav Nikolić von der nationalistischen Radikalen Partei mit 53,24 Prozent der Stimmen bei einer Wahlbeteiligung von 47,7 Prozent. Zuvor wurde die Mindestbeteiligungsklausel von 50 Prozent der Wahlberechtigten, an der vorangegangene Wahlversuche mehrfach scheiterten, durch eine Wahlgesetzreform der Regierung aufgehoben.
Am 6. Dezember 2004 besuchte Tadić als erster serbischer Präsident seit dem Bosnienkrieg 1995 Bosnien und Herzegowina. Er entschuldigte sich für die von Serben begangenen Menschenrechtsverletzungen während dieses Kriegs. Er betonte aber, dass auch die Serben eine solche Entschuldigung seitens der Bosniaken verdient hätten.
Bei den Präsidentschaftswahlen im Februar 2008 konnte sich Tadić wie bereits 2004 im zweiten Wahlgang gegen seinen Herausforderer Tomislav Nikolić durchsetzen. Einen Überraschungserfolg verbuchte seine Demokratische Partei gegen die Radikale Partei bei den Parlamentswahlen 2008.
Am 3. Oktober 2008 wurde er mit dem Quadriga-Preis ausgezeichnet. Auf einer von Telewizja Polska im Januar 2009 veröffentlichten Rangliste der einflussreichsten europäischen Politiker belegt Boris Tadić den 10. Platz.
Bei der Präsidentschaftswahl in Serbien 2012 unterlag er im zweiten Wahlgang am 20. Mai seinem Herausforderer Tomislav Nikolić, der zwischenzeitlich die wesentlich moderatere Serbische Fortschrittspartei gegründet hatte. Grundlegender Unterschied zur Serbischen Radikalen Partei war seine betont proeuropäische Positionierung.
Nachdem er am 5. November 2012 bekanntgegeben hatte, nicht mehr für den Vorsitz der Demokratischen Partei zur Verfügung zu stehen, wurde er am 21. November von Dragan Đilas abgelöst.

## Privatleben
Boris Tadić ist in zweiter Ehe mit Tatjana Tadić (Geburtsname Rodić) verheiratet, mit welcher er zwei Kinder hat. Davor war er mit Veselinka Zastavniković verheiratet, doch sie ließen sich kinderlos scheiden. Tadić hat eine Schwester, die eine bekannte Psychologin ist. Neben seiner Muttersprache spricht Tadić Englisch und Französisch.